# كور اف تي بي
كور اف تي بي(بالإنجليزية:  Core FTP )‏ هو برنامج عميل FTP آمن لنظام التشغيل Windows ، تم تطويره بواسطة CoreFTP.com. من ميزاته أنه يدعم ميزات FTP و SSL / TLS و SFTP عبر SSH ودعم HTTP / HTTPS. مكن المستخدين من تشفير معلومات الحساب والبيانات المنقولة عبر الإنترنت عبر FTP ، مما يحمي البيانات من رؤيتها عبر الشبكات.

## الترخيص
CoreFTP LE مجاني للاستخدام الشخصي والتعليمي وغير الربحي والتجاري.

## روابط خارجية
- الموقع الرسمي